# Viadeo
Viadeo是一个以Web 2.0为基础的职业社交网站，其成员包括企业所有者，企业家和公司经理。截至2014年，该网站已拥有6500万成员。

## Logo历史

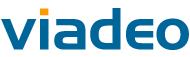
2009年7月以前
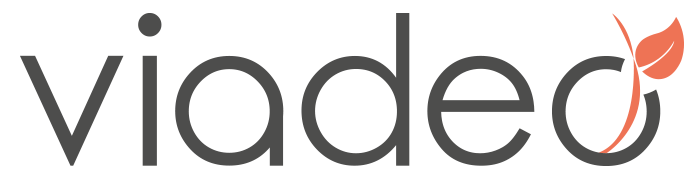
当下

## 公司信息

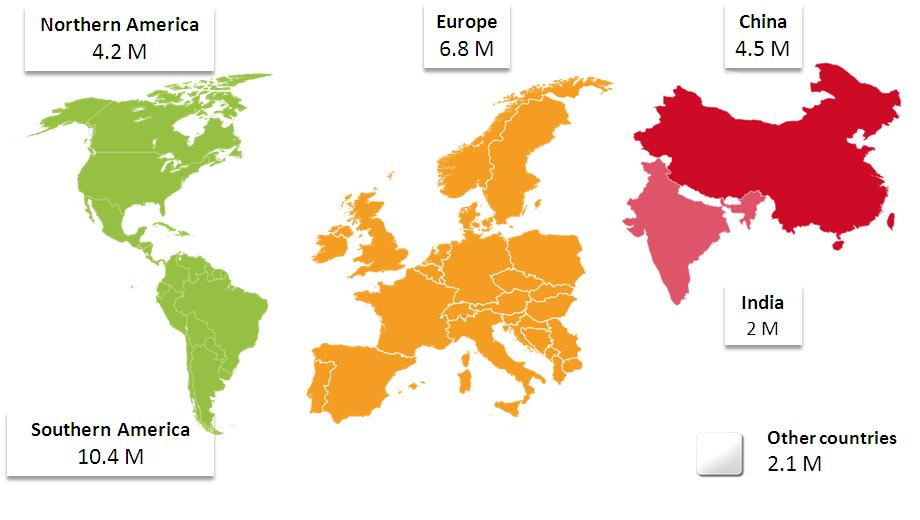
2010年Viadeo在全球部分地区的使用情况

Viadeo世界各地的业务情况

Viadeo于2004年3月成立，创始人是Dan Serfaty和Thierry Lunati。Dan Serfaty毕业于巴黎高等商业研究学院，Thierry Lunati毕业于巴黎中央理工学院。
在2006年11月至2007年8月期间，AGF Private Equity和Ventech在Viadeo上共投资了500万欧元。当年年末，Viadeo宣布收购天际网（一个中国的商务社交网站）。
天际网被收购后的6个月 - 2008年7月，Viadeo收购了其竞争对手ICTnet。ICTnet是一个西班牙的公司，于1995年推出，拥有有300000名使用者，在南美洲很受欢迎。
2009年初，Viadeo收购了印度的专业社交网络服务 - ApnaCircle。ApnaCircle在收购时拥有30万会员，由Yogesh Bansal创办，后来沙比尔·巴蒂亚 - Hotmail的创始人之一 - 也加入了ApnaCircle，成为了董事会成员。
2009年10月13日，Viadeo宣布收购加拿大联系人管理网站unyk.com。当时unyk拥有遍布全球的1600万名使用者。自此，Viadeo的会员总数仅次于它最大的竞争对手 - 领英。
现在，Viadeo的总部位于巴黎，在全球范围内拥有450名员工，伦敦、马德里、巴塞罗那、米兰、北京、新德里、墨西哥城、蒙特利尔和旧金山都有它的服务。
自2009年第四季度，Viadeo开始盈利；截至2009年， Viadeo的年营业额高达4000万美元。
2015年8月，Viadeo宣布他们已经在法国发布广告来推广“新视野”，Viadeo在法国的使用者已经超过了1000万。
2015年，Viadeo宣布将于12月31日正式退出中国市场，表示中国市场不断变化，增速不断放缓、2015年的重大金融危机和人民币的持续贬值，使得Viadeo在中国无法找到保证天际网、稳定运营，同时支持其在中国市场发展的合作伙伴。

## 合作伙伴
- Google OpenSocial：Viadeo在2007年与它成为合作伙伴。
- IBM Lotus Notes:Viadeo供专业人士使用IBM Lotus Notes。[14]
- Microsoft Outlook [15]